# Brian Nelson (guionista)
Brian Nelson és un guionista estatunidenc.

## Primers anys
Nelson és llicenciat a la Universitat Yale i a la UCLA. Va treballar com a instructor de teatre a la Langley High School de McLean, Virgínia a principis dels anys 80, on va ensenyar a l'actriu Gilmore Girls Lauren Graham, a la Little Miss Sunshine al guionista Michael Arndt , i l'instructor de guió de la UCLA Brian David Price.

## Carrera d'escriptor
Els nombrosos crèdits d'escriptor de Nelson inclouen episodis de la sèrie de televisió Lois & Clark: The New Adventures of Superman, Gene Roddenberry's Earth: Final Conflict, JAG i les sèries de televisió Disney Channel So Weird i In a Heartbeat així com el llargmetratge Hard Candy. També va escriure l'obra "Overlooked" i va coescriure el guió per a la pel·lícula de vampirs 30 dies de foscor, que es va estrenar a finals de 2007 i dirigida pel director de Hard Candy David Slade. Nelson va escriure el guió del thriller produït per M. Night Shyamalan Devil. Nelson va escriure els episodis 3 i 8 de la sèrie original de Netflix Altered Carbon, així com la producció executiva del programa.

## Filmografia
- Hard Candy (2005) (També coproductor)
- 30 dies de foscor (2007)
- Devil (2010)
- Rupture (2016)

## Premis
- XXXVIII Festival Internacional de Cinema Fantàstic de Catalunya: Premi al millor guió per Hard Candy[4]